# Panamerikanische Spiele 2003/Squash
Bei den Panamerikanischen Spielen 2003 in Santo Domingo fanden vom 10. bis 15. August 2003 im Squash vier Wettbewerbe statt.

## Herren

### Einzel
| Platz | Land                         | Spieler                           |
| ----- | ---------------------------- | --------------------------------- |
| 1     | Kanada                       | Shahier Razik                     |
| 2     | Kanada                       | Graham Ryding                     |
| 3     | Vereinigte Staaten Brasilien | Preston Quick Ronivaldo Conceição |

### Mannschaft
| Platz | Land               | Spieler                                                                                          |
| ----- | ------------------ | ------------------------------------------------------------------------------------------------ |
| 1     | Kanada             | Graham Ryding Viktor Berg Shahier Razik                                                          |
| 2     | Brasilien          | Rafael Alarçón Ronivaldo Conceição Luciano Barbosa                                               |
| 3     | Mexiko Argentinien | Eric Gálvez Marcos Méndez Armando Zarazúa Jorge Gutiérrez Keen Robertino Pezzota Rodrigo Pezzota |

## Damen

### Einzel
| Platz | Land               | Spielerin                     |
| ----- | ------------------ | ----------------------------- |
| 1     | Vereinigte Staaten | Latasha Khan                  |
| 2     | Kanada             | Melanie Jans                  |
| 3     | Mexiko Kanada      | Samantha Terán Marnie Baizley |

### Mannschaft
| Platz | Land               | Spielerinnen                                                                             |
| ----- | ------------------ | ---------------------------------------------------------------------------------------- |
| 1     | Vereinigte Staaten | Meredeth Quick Latasha Khan Louisa Hall                                                  |
| 2     | Kanada             | Carolyn Russell Melanie Jans Marnie Baizley                                              |
| 3     | Brasilien Mexiko   | Karen Redfern Patricia Pamplona Flavia Roberts Samantha Terán Teresa Osorio Diana Huerta |

## Medaillenspiegel
| Platz  | Land               | Gold | Silber | Bronze | Gesamt |
| ------ | ------------------ | ---- | ------ | ------ | ------ |
| 01     | Kanada             | 2    | 3      | 1      | 6      |
| 02     | Vereinigte Staaten | 2    | —      | 1      | 3      |
| 03     | Brasilien          | —    | 1      | 2      | 3      |
| 04     | Mexiko             | —    | —      | 3      | 3      |
| 05     | Argentinien        | —    | —      | 1      | 1      |
| Gesamt | Gesamt             | 4    | 4      | 8      | 16     |